# Marion Subklewe
Marion Subklewe (* 1967) ist eine deutsche Internistin und Hämato-Onkologin. Seit 2014 ist sie Professorin für Innere Medizin mit Schwerpunkt Zelluläre Immuntherapie an der Ludwig-Maximilians-Universität München.

## Leben
Marion Subklewe studierte Medizin an der RWTH Aachen und der Universität zu Köln und schloss das Studium 1995 mit der Promotion ab. Nach einem Aufenthalt als Postdoctoral Fellow an der Rockefeller University (New York) wechselte sie an die Charité in Berlin. Dort schloss sie die Ausbildung zur Fachärztin für Innere Medizin (2005) und Hämatologie und Internistische Onkologie (2007) ab.
Seit 2008 ist sie am LMU Klinikum tätig, seit 2009 als Head of Flow Cytometry am Labor für Leukämiediagnostik und seit 2014 als W2-Professorin für Innere Medizin, mit Schwerpunkt „Zelluläre Immuntherapie“. 2017 wurde sie Leiterin des „Laboratory for Translational Cancer Immunology“ am Genzentrum der LMU.

## Forschung
Subklewe forscht zu zellulären Immuntherapien, speziell gegen Akute Leukämie und B-Zell-Lymphome. Sie war eine der ersten Ärztinnen in Deutschland, die CAR-T-Zell-Therapien durchführte.

## Engagement für Gleichstellung
Im Jahr 2022 gründete Subklewe an der LMU das Förderprogramm Female Academic Medical Excellence (F.A.M.E.), ein Netzwerk für klinische und akademische Professorinnen der Medizinfakultät. Das Netzwerk hat sich zum Ziel gesetzt, eine proportionale Vertretung von Frauen in der akademischen Medizin zu erreichen.

## Ehrungen und Auszeichnungen
| 2024      | Robert Pfleger-Forschungspreis |
| 2015      | m4 Award: Startup Funding für die Entwicklung eines neuartigen Antibody Derivatives                                                          |
| 2015      | ASH Abstract Achievement Award: Identifying Immune Resistance Mechanisms to CD33/CD3 BiTE Antibody Construct (AMG 330) Mediated Cytotoxicity |
| 2012      | Therese von Bayern Preis |
| 2005–2007 | Rahel-Hirsch Stipendium der Charité (Habilitationsstipendium)                                                                                |
| 1999–2000 | Cure for Lymphoma Foundation Fellow |
| 1996–1999 | Postdoc-Stipendium der Deutschen Forschungsgemeinschaft                                                                                      |

Alle Angaben laut der Webseite von Subklewes Forschungsgruppe.